# Веерохвостая щетинистая кукушка
Веерохвостая щетинистая кукушка (лат. Cacomantis flabelliformis) — вид птиц семейства кукушковых. Выделяют 6 подвидов. Встречается в Австралии, Фиджи, Индонезии, Новой Каледонии, Папуа — Новой Гвинеи, на Соломоновых островах и Вануату.

## Описание
Длина веерохвостой щетинистой кукушки составляет около 25–27 см. Веерохвостая щетинистая кукушка имеет синевато-серую голову, спину и крылья, рыжий низ и закрытый чёрно-белый хвост. Радужная оболочка коричневая. Окологлазное кольцо жёлтое, что помогает отличить её от меньших и светлых Cacomantis variolosus, а также от Cacomantis castaneiventris.

## Среда обитания
Естественной средой обитания вида являются умеренные леса, субтропические или тропические мангровые леса, субтропические или во влажные тропические Горные леса, поля, сады и огороды. Австралийский ареал простирается от мыса Йорк в Квинсленде вслед за южным побережьем до залива Шарк в западной Австралии. Вдоль западного побережья ареал простирается не более чем на 1000 км вглубь страны. В южной Австралии ареал проходит вдоль побережья, кроме юго-восточного угла вокруг Маунт-Гамбира и полуострова Эйр. Она также населяет Тасманию.

## Размножение
В Австралии этот вид гнездится с июля по январь. Птицы откладывают в гнёзда других птиц только одно сиренево-белое яйцо с красными или коричневыми пятнами, как малюровые или шипоклювки. Гнездо предпочитают, как правило, куполообразной формы. Её голос схож с убывающей трелью кузнечика «чиррип».
- Песня веерохвостой щетинистой кукушки на сайте xeno-canto.org

## Питание
В Австралии питается разнообразными насекомыми и их личинками, фруктами и овощами, мелкими рептилиями, млекопитающими и птицами, особенно птенцами. Она сидит на открытых пространствах, выслеживая свою добычу, а затем нападает, ловя её в воздухе или на земле.

## Подвиды и распространение
Выделяют 6 подвидов:
- Cacomantis flabelliformis excitus Rothschild & Hartert, 1907 — горные районы Новой Гвинеи
- Cacomantis flabelliformis flabelliformis (Latham, 1801) — юго-запад Западной Австралии, Южная Австралия до востока Квинсленда, Тасмания;
- Cacomantis flabelliformis pyrrophanus  (Vieillot, 1817) — острова Новая Каледония и Луайоте;
- Cacomantis flabelliformis meeki Rothschild & Hartert, 1902 — центральные Соломоновы острова;
- Cacomantis flabelliformis schistaceigularis Sharpe, 1900 — Вануату;
- Cacomantis flabelliformis simus  (Peale, 1849) — запад и центр Фиджи

## Охранный статус
Веерохвостая щетинистая кукушка МСОП была включена в список видов под наименьшей угрозой. Каких либо угроз не было выявлено, и птица имеет широкий ареал и предполагаемую большую популяцию, поэтому в большей части достаточно распространена. Даже если бы популяция имела склонность к убыванию, она бы шла не с такой скоростью, с какой можно было поместить птицу в список видов, находящихся под угрозой.